# Пугач Федір Григорович
Фе́дір Григо́рович Пу́гач — головний сержант ОЗСП «Азов», оборонець Маріуполя, кавалер ордена «За мужність» ІІІ ступеня.

## Життєпис
Народився в місті Харків. Був єдиним і улюбленим сином у сім'ї. Змалечку обожнював різні види спорту: тхеквондо, танці, плавання, велоспорт, футбол, хокей, ролики та ковзани. У дорослому віці займався екстремальним велоспортом. Полюбляв подорожувати. Об'їздив майже всю Україну. Побував в Італії та Франції. Мав лідерські та організаторські якості. Міг захистити себе та інших.
Закінчивши дев'ять класів ліцею № 132, Федір вступив до Харківського фахового коледжу харчової промисловості Харківського національного технічного університету сільського господарства імені Петра Василенка. Вчився на механіка. Під час навчання був активістом цивільного корпусу «Азов», мав багато друзів з полку «Азов». Вже в 2018—2019 роках хлопець чітко бачив себе у військовій справі та прагнув долучитися до лав підрозділу. Для цього він активно готувався і вже восени 2019-го був зарахований у списки особового складу частини.
Прагнув стати кращим та робив для цього все можливе: пішов на курси для підвищення кваліфікації до Військової школи імені полковника Євгена Коновальця. Пройшов усі етапи підготовки, отримав відзнаки.
Коли почалося повномасштабне вторгнення, Федір був у лавах Окремого загону спеціального призначення «Азов» в Маріуполі. Попри велику зайнятість, він знайшов можливість вранці 24 лютого 2022 року зв'язатися з усіма рідними та близькими людьми, які були у Харкові й потерпали від російських обстрілів. Дав пораду кожному: що робити, куди їхати, що з собою брати. Був на зв'язку та писав повідомлення.
26 лютого 2022 разом з побратимом Валентином Пармьоновим на псевдо Конон вступили у вогневе зіткнення з ворогом в районі меткомбінату імені Ілліча. Обидва отримали смертельні поранення. Федір помер 27 лютого 2022 у госпіталі. Йому був 21 рік.
За свої відважні вчинки воїн був посмертно нагороджений орденом «За мужність» ІІІ ступеня. В Харкові на фасаді будинку, в якому проживав Федір Пугач, встановлять меморіальну дошку.
Вдома на захисника чекали мама, бабуся, дідусь та вірні друзі.